# Setia microbia
Setia microbia is een slakkensoort uit de familie van de Rissoidae. De wetenschappelijke naam van de soort is voor het eerst geldig gepubliceerd in 1991 door H.J. Hoenselaar & J. Hoenselaar.